# Juvigny les Vallées
Juvigny les Vallées is een gemeente in het Franse departement Manche (regio Normandië). De plaats maakt deel uit van het arrondissement Avranches. Juvigny les Vallées is op 1 januari 2017 ontstaan door de fusie van de gemeenten La Bazoge, Bellefontaine, Chasseguey, Chérencé-le-Roussel, Juvigny-le-Tertre, Le Mesnil-Rainfray en Le Mesnil-Tôve. De gemeente telde 1.678 inwoners op 1 januari 2022.

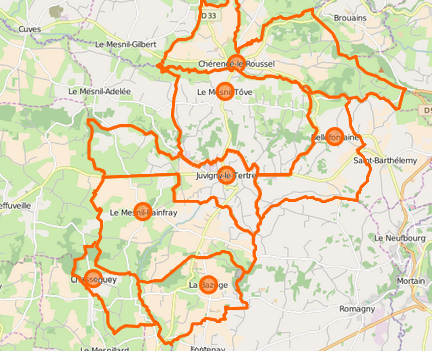
Kaart van de fusie met omgeving

## Geografie
De oppervlakte van Juvigny les Vallées bedroeg op 1 januari 2022 57,25 vierkante kilometer; de bevolkingsdichtheid was toen 29,3 inwoners per km².

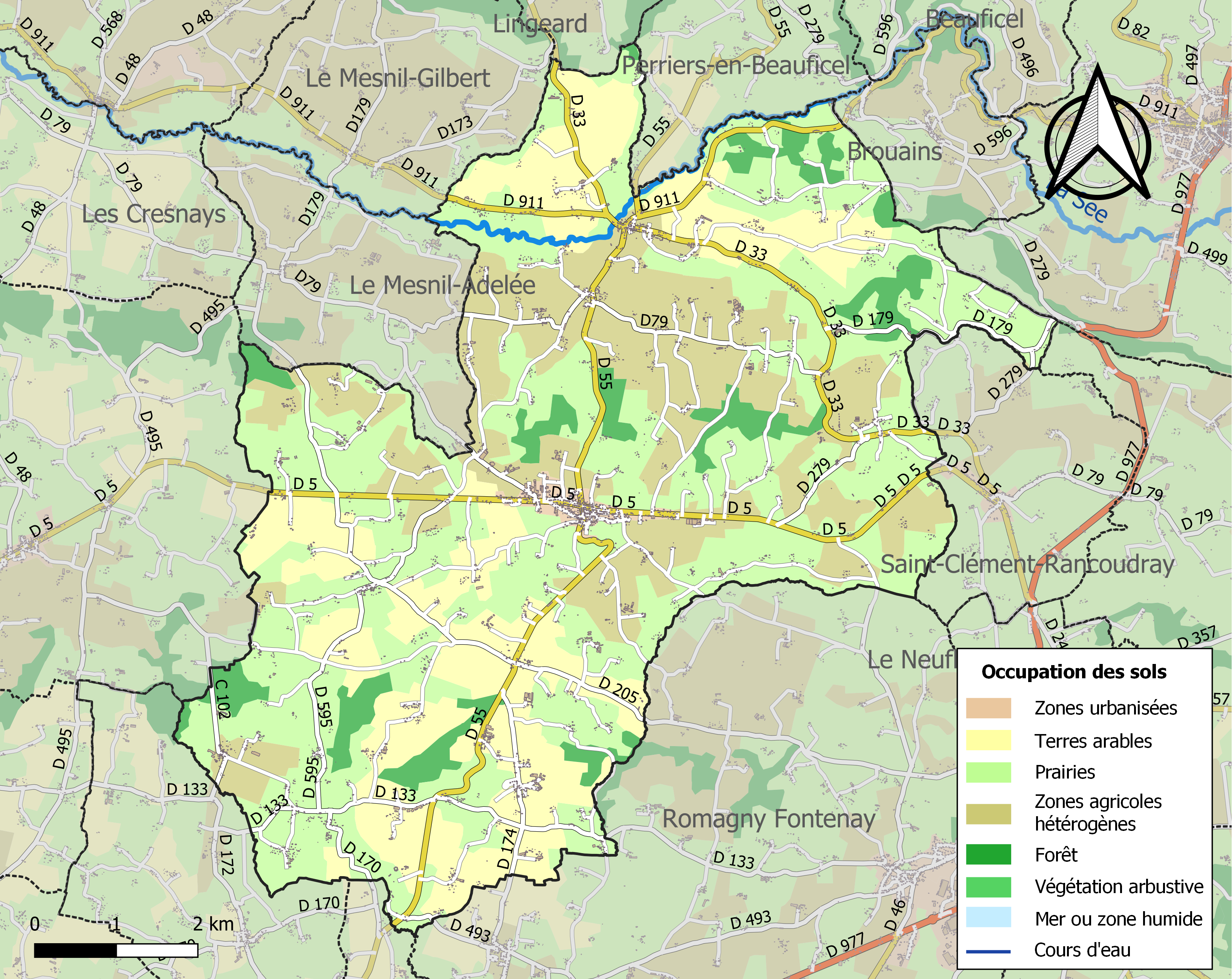
Kaart van de gemeente met de belangrijkste infrastructuur, bodemgebruik en omliggende gemeenten